# 黒闇天
黒闇天（こくあんてん 、梵: Kālarātri[カーララートリ]）は、仏教における天部の一尊。
黒夜天、黒夜神、黒闇、黒闇天女、黒闇神、あるいは黒闇女などとも呼ばれる。

## 概要
吉祥天の妹。容姿は醜悪で、災いをもたらす神とされている。密教においては閻魔王の三后（妃）の1柱とされる。彼女の図画は胎蔵界曼荼羅の外金剛部院に確認でき、その姿は肉色で、左手に人の頭が乗った杖を持っている。

## 仏典における描写
- 『涅槃経』12には「姉を功徳天と云い人に福を授け、妹を黒闇女と云い人に禍を授く。此二人、常に同行して離れず」とある。

- 『大日経疏』10に「次黒夜神真言。此即閻羅侍后也」などとある。

## 日本における信仰例
日本においては貧乏神・疫病神として恐れられる一方で、貧乏を払い福を招く神として信仰された例も存在する。
北野神社（牛天神、東京都文京区所在）の末社である太田神社は、明治の神仏分離令以前は黒闇天を祭神としていた。
同社に伝わる「太田神社の御由緒」には
とあり、黒闇天が貧乏神から福の神として信仰されるに至った経緯が書かれている。